# Cilly (Aisne)
Cilly ist eine französische Gemeinde mit 175 Einwohnern (Stand 1. Januar 2022) im Département Aisne in der Region Hauts-de-France. Sie gehört zum Arrondissement Laon, zum Kanton Marle und zum Gemeindeverband Pays de la Serre. Nachbargemeinden von Cilly sind Prisces im Norden, Bosmont-sur-Serre im Osten, La Neuville-Bosmont im Südosten, Montigny-sous-Marle im Südwesten sowie Rogny im Nordwesten.

## Lage
Die Gemeinde Cilly liegt an der Serre im Südwesten der Thiérache, 40 Kilometer ostsüdöstlich von Saint-Quentin.

## Bevölkerungsentwicklung
| Jahr                       | 1962 | 1968 | 1975 | 1982 | 1990 | 1999 | 2006 | 2012 | 2021 |
| Einwohner                  | 326  | 344  | 251  | 251  | 265  | 246  | 227  | 223  | 177  |
| Quellen: Cassini und INSEE |      |      |      |      |      |      |      |      |      |

## Sehenswürdigkeiten
- Wehrkirche Saint-Martin aus dem 18. Jahrhundert

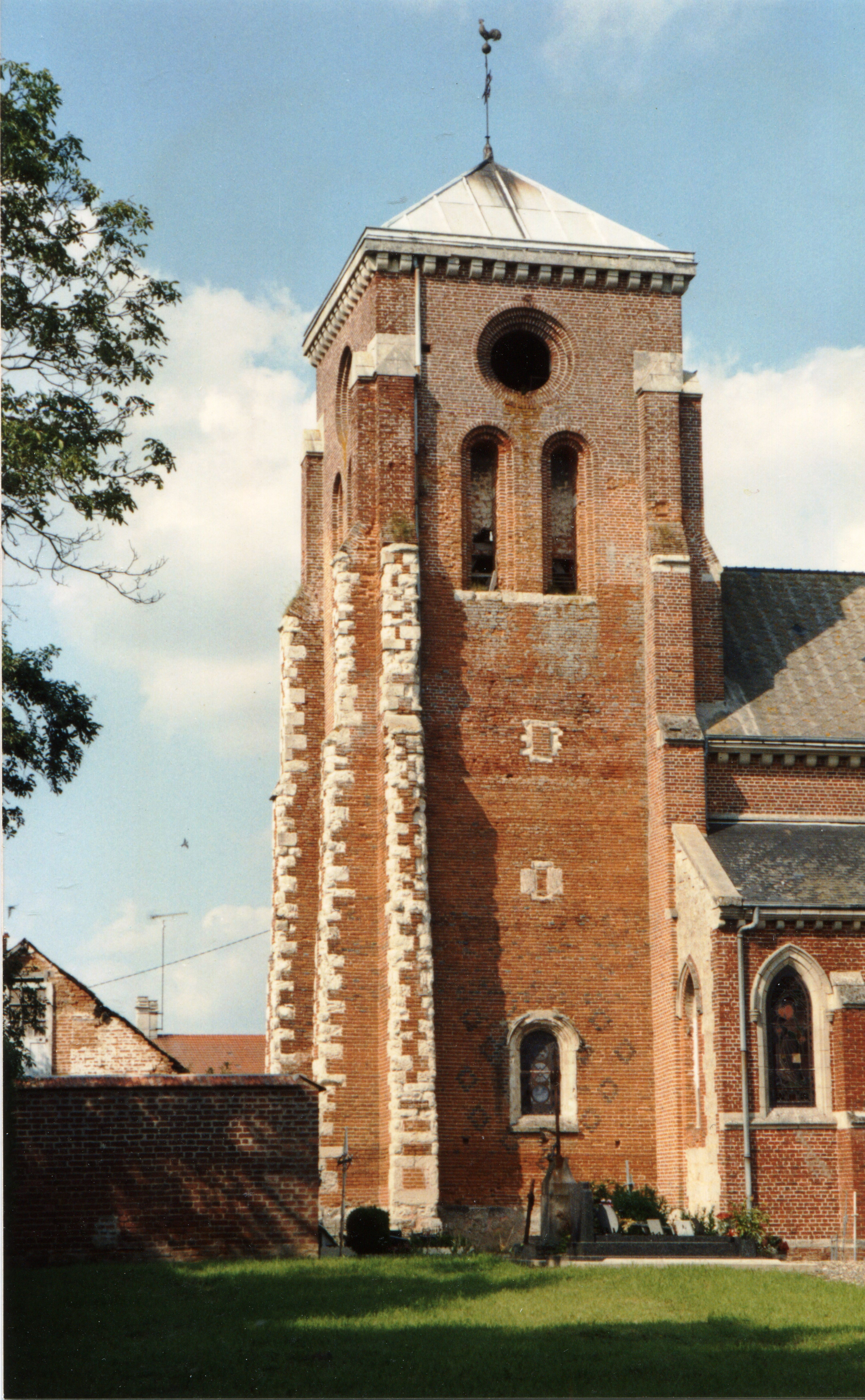
Kirche Saint-Martin
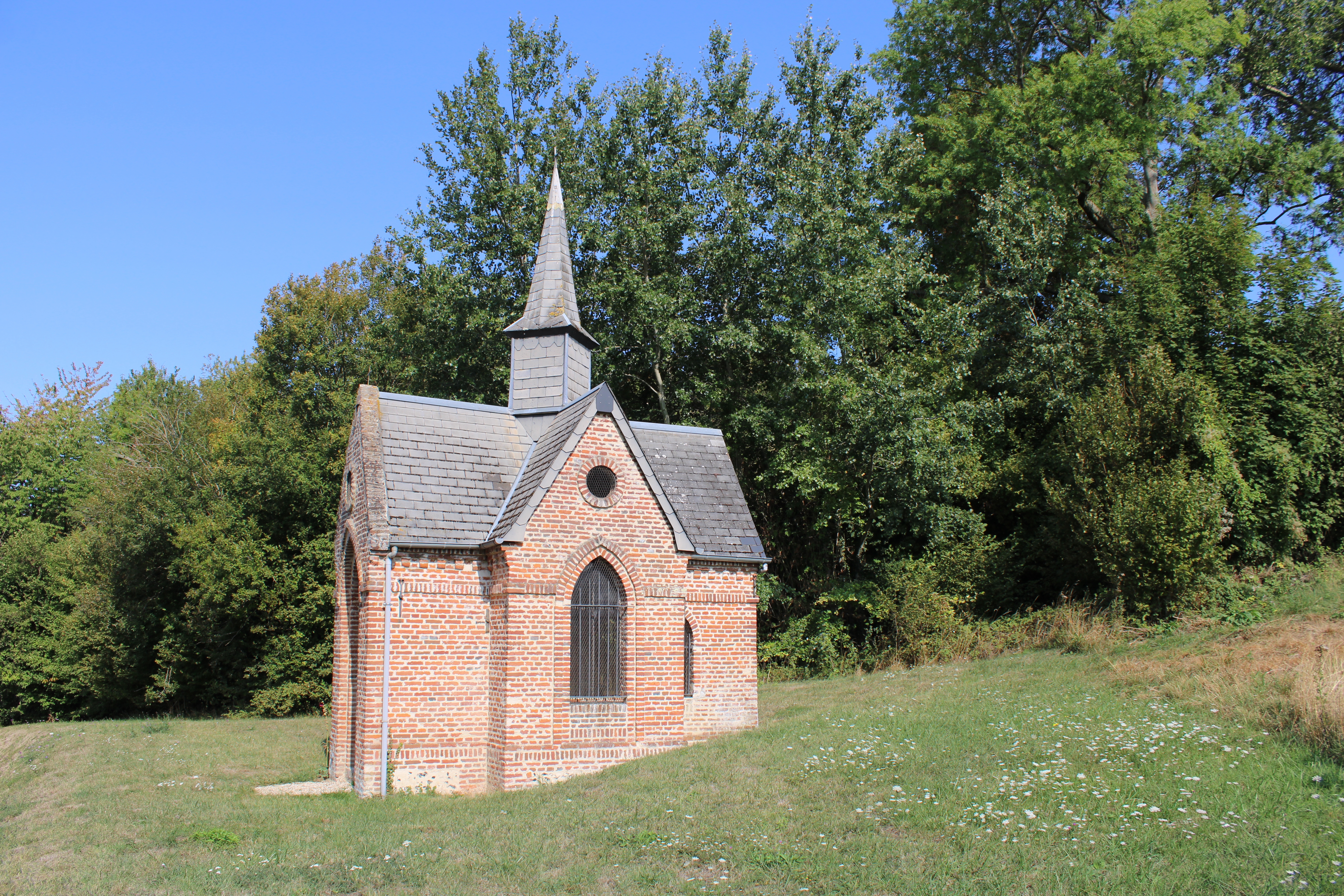
Kapelle Sainte-Anne
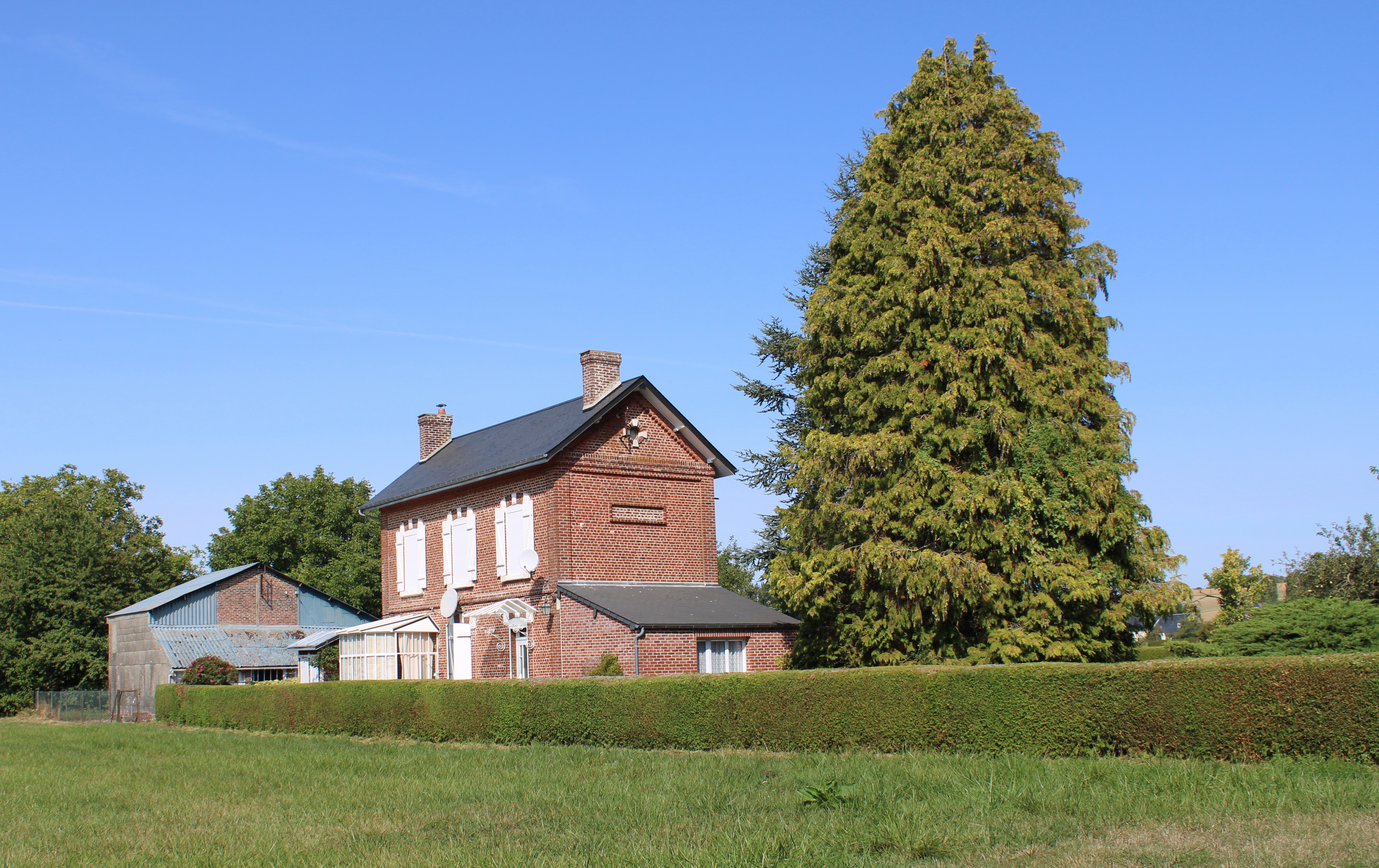
Ehemaliger Bahnhof
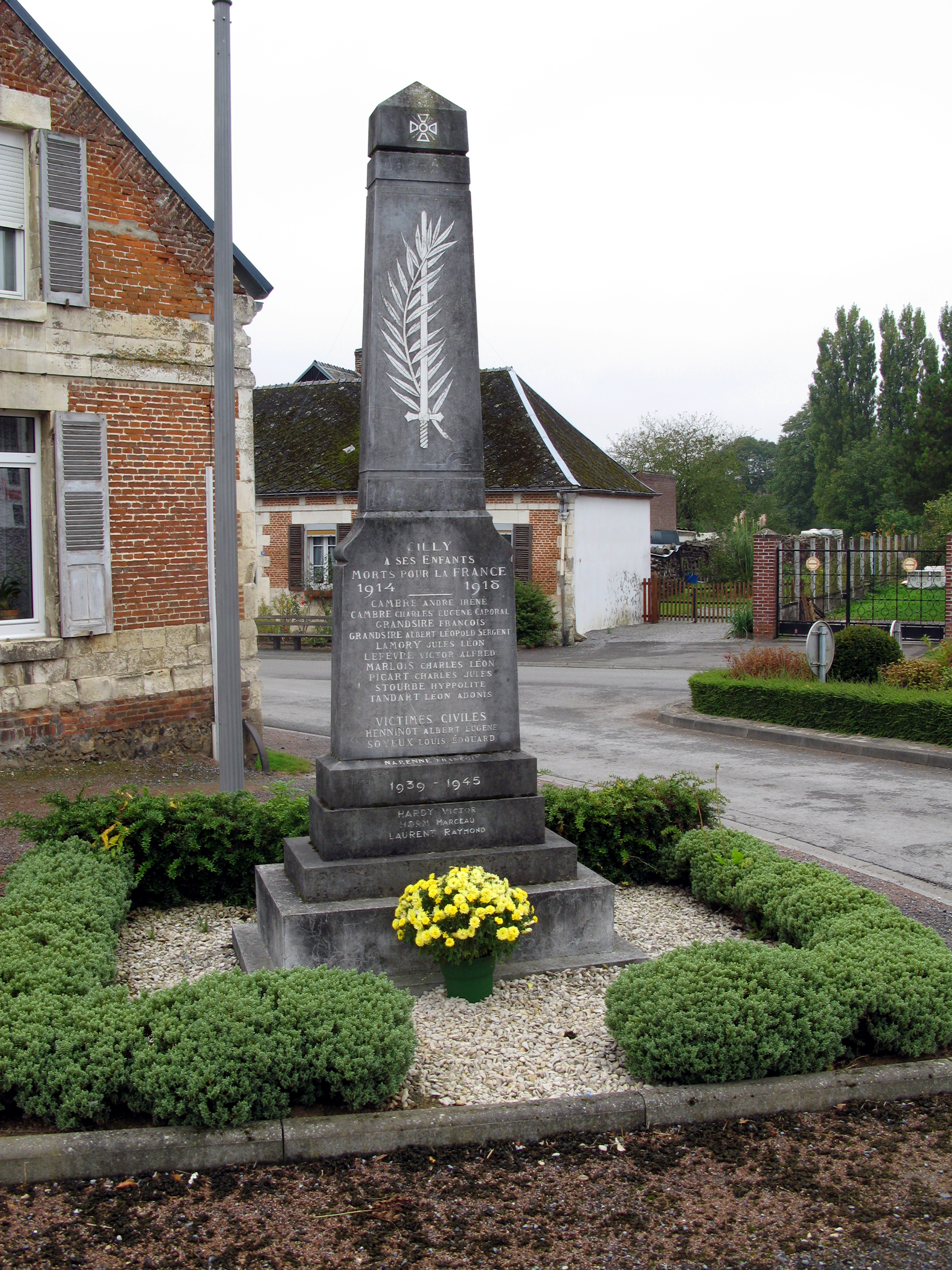
Gefallenendenkmal